# Abschnittsbefestigung am Grainberg

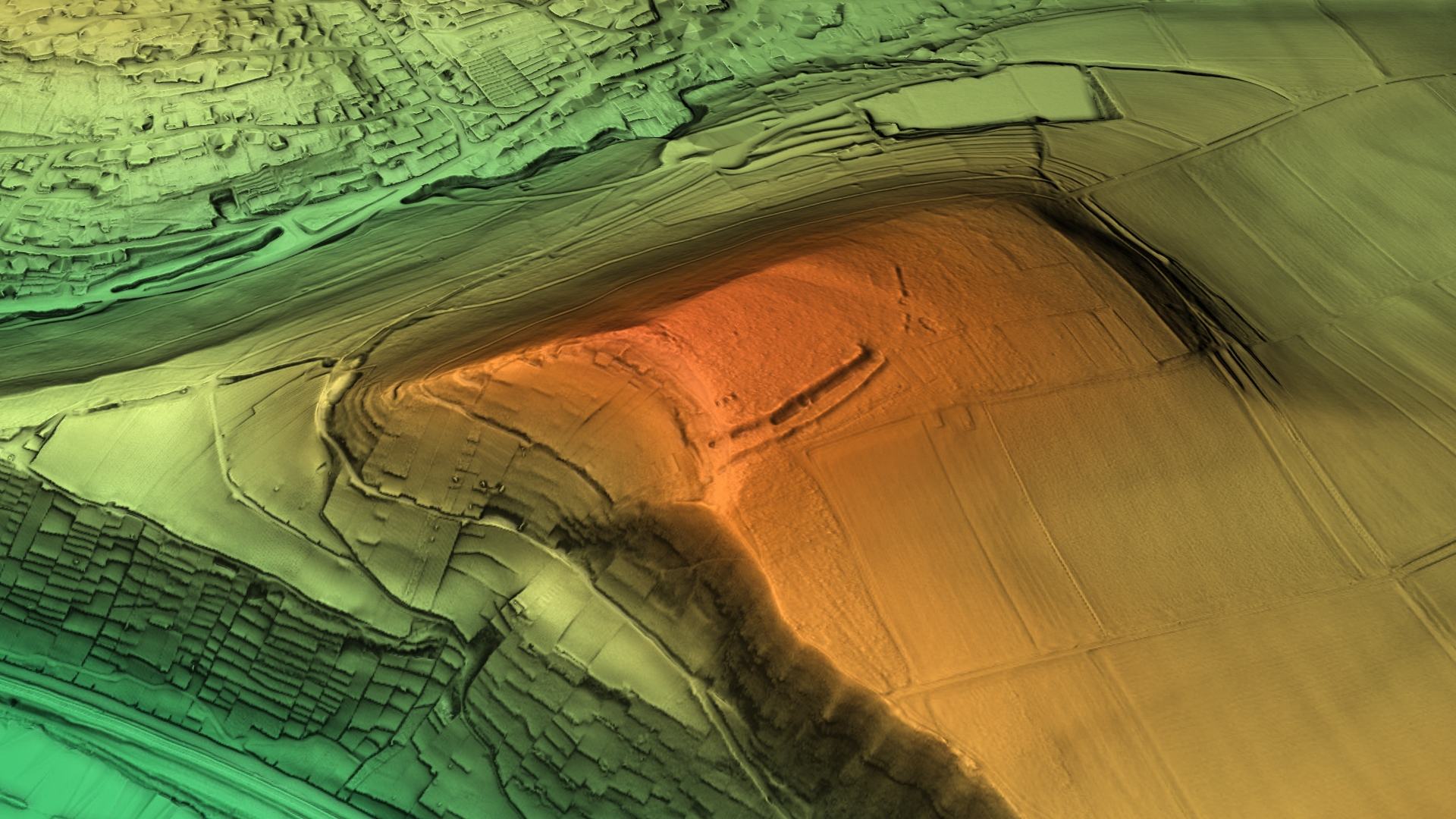
3D-Ansicht des digitalen Geländemodells

Die Abschnittsbefestigung am Grainberg ist eine abgegangene frühgeschichtliche Abschnittsbefestigung auf dem Hochplateau des Grainbergs am rechten Mainufer bei Gambach, einem heutigen Stadtteil von Karlstadt im Landkreis Main-Spessart in Bayern.
Sicherlich war die Wallanlage nicht nur ein Refugium für Gambacher Hintersassen, sondern diente der Sicherung Karlburgs und der unterhalb liegenden Furt durch den Main. Lesefunde aus der Anlage deuten auf das 7.–8. Jahrhundert. Über die Aufgabe der Burg ist nichts bekannt.
Von der ehemaligen Höhenburganlage sind nur noch Wall- und Grabenreste erhalten.